# Babiana horizontalis
Babiana horizontalis är en irisväxtart som beskrevs av Gwendoline Joyce Lewis. Babiana horizontalis ingår i släktet Babiana och familjen irisväxter. Inga underarter finns listade i Catalogue of Life.